# Українці Норвегії
Українці Норвегії — особи з українським громадянством або національністю, які перебувають на території королівства Норвегія. Задля збереження рідної мови та культури створено громадські організації, що співпрацюють з Посольством України в Норвегії.

## Історія
Взаємні контакти Норвегії з давньоукраїнською державою — Київською Руссю — сягають X сторіччя. На той час зазвичай була присутня норвезька діаспора в Києві, а не навпаки. Низка дослідників розглядають Єлисавету, доньку великого князя київського Ярослава Мудрого, що вийшла заміж за Гаральда III, короля Норвегії. Втім, з кінця XI ст. контакти фактично перериваються. З цього моменту про перебування українців в Норвегії нічого невідомо.
Невеличка частка українців переселилася до Норвегії після поразки Українських визвольних змагань у 1918—1920 роках. Значну частину складали політичні емігранти, що не сприйняли утворення Радянського Союзу або не бажали мешкати в західноукраїнських областях під владою Польщі.
Прибуття значної кількості українців до Норвегії відбулося під час Другої світової війни. Це були військовополонені солдати, які перебували у концентраційних та трудових таборах, організованих нацистською Німеччиною на території окупованої Норвегії у 1941—1945 роках. Відповідно до списків, спеціально складеними Посольством України в Норвегії на основі даних Національного архіву Норвегії, до 1945 року тут було ув'язнено 16562 українців- вояків Червоної Армії. Більшість із них було вивезено до Радянського Союзу 1946 року, інші загинули у країні перебування. Лише одиницям вдалося залишитися в Норвегії, але відомості про них практично відсутні. За станом на 2015 рік було виявлено понад 3000 могил солдатів, похованих упродовж 1941—1945 років.
Після закінчення Другої світової війни на території Норвегії сформувався осередок української діаспори. Активним діячем на території Норвегії був Микола Радейко (1920—2005) — лікар, воїн УПА із Західної України.
Нова хвиля української імміграції до Норвегії розпочалася наприкінці 1990-х років і триває дотепер. За даними Центрального статистичного бюро Норвегії, на кінець 2021 року тут мешкає 7240 етнічних українців (іммігрантів та їхніх дітей). З них 942 народженні уже в Норвегії від українських батьків. Трудова міграція наших громадян у Королівство Норвегія є досить незначною. За приблизними оцінками, кількість українських трудових мігрантів у країні нараховує бл. 330 осіб. У переважній більшості випадків громадяни, які перебувають в Норвегії на законних підставах, зайняті у будівництві, сфері обслуговування (догляд за літніми людьми та дітьми), медицині, нафтогазовій промисловості, сільському господарстві. Має місце практика української трудової міграції за сезонним принципом. Окремою групою громадян України у Норвегії є трудові мігранти, які працюють на архіпелазі Шпіцберген у російському Федеральному державному унітарному підприємстві "Державний трест «Арктикуголь». Українські шахтарі (переважно вихідців із Луганської та Донецької областей) працюють на о. Шпіцберген на контрактних умовах на шахті «Баренцбург», територія якої передана Російській Федерації у довгострокову концесію, та проживають на архіпелазі разом із сім'ями.
У цілому ж українці мешкають розосереджено по усій території країни. Місцями компактного проживання українців є регіони навколо найбільших міст Норвегії — Осло, Бергена, Ставангера, Трондгейма, Драммена.

## Громадські організації
Перше Українське товариство було створено у 1954 році, основу якого складали колишні військовополонені, що не забажали повернутися до Радянського Союзу та військовики Української Повстанської армії, членів Організації українських націоналістів. Діяла до 1970-х років.
Новим етап розбудови української громади припав на початок 2000-х років. Натепер у Норвегії діють такі українські організації: ГО "Українська громада в Норвегії", «Українська спілка в Рогаланді» (м. Ставангер) та «Українська спілка в Бергені та Хордаланн» (м. Берген). Крім того, є ініціативні групи, які займаються окремими напрямами співпраці.
ГО "Українська громада в Норвегії", головною метою створення і діяльності якої є збереження національної самобутності українців за кордоном, була офіційно зареєстрована 9 жовтня 2004 року. Першою головою стала Наталя Равн-Хрістенсен. Для ефективної роботи спілки створено організаційний комітет з 5 осіб. У лютому 2020 року головою Української громади в Норвегії, яка обирається щорічно на загальних зборах організації, стала Ірина Бігун, яка головує і до сьогодні. Правління громади складається із 5 членів основного складу та 4 членів додаткового складу, що проживають в різних куточках Норвегії. Власного представницького приміщення ГО "Українська громада в Норвегії" не має.
Найбільш поширеними щорічними благодійними заходами, які проходять за ініціативи Української громади у Норвегії є «Різдвяна майстерня» (виготовлення різдвяних іграшок та прикрас) разом з Українським греко-католицьким душпастирством в Норвегії та «Великодня майстерня» (виготовлення традиційної народної писанки), а також участь спілки в різноманітних благодійних акціях, кошти від яких передають в Україну на потреби АТО, в підшефний дитячий будинок Львівської області. 2021 року українською громадою в м. Осло було проведено низку заходів з метою представлення української культури та збору коштів на підтримку постраждалих в Україні.
Створено ансамбль українського народного танцю «Просто неба», який у травні 2016 року брав участь у Міжнародному фестивалі «Барви світу», що відбувся в Осло. Насьогодні ансамбль не діє.
У 2017 році артистка Королівського оперного театру в Осло Оксана Мирончук та заслужений працівник культури України Анна Каргальцева Сандвік заснували вокальний ансамбль «ФолкеМелоді». Офіційно зареєстрований 12 серпня 2019. Метою створення колективу є участь у творчих заходах, які об’єднують українців в Норвегії та сприяють соціальному та музичному розвитку особистості. У репертуарі колективу - українські пісні різних жанрів та напрямків. Це і автентична пісня, українська народна пісня, а також перлини української популярної музики різних років. Колектив вдало поєднує оригінальну автентичну пісню у сучасному викладенні.
За ініціативи Посольства України в Норвегії Українською асоціацією бібліотек спільно з Національною парламентською бібліотекою України, Державною науково-педагогічною бібліотекою України і Публічною бібліотекою ім. Лесі Українки м. Києва зібрана колекція українських книг, переданої Послом України в Норвегії в подарунок Українській громаді у Норвегії під час урочистої зустрічі з громадою в червні 2005 року (бібліотека налічує близько 250 книг, містить твори художньої літератури, а також підручники для дітей, читанки, абетки, зібрання українських народних казок).
Сьогодні ГО "Українська громада в Норвегії", греко-католицьке душпастирство, ансамбль ФолкеМелоді, літературний клуб та українська школа "Кобзар" — це потужне волонтерське явище. Це ілюстрація того, як ідея здатна гуртувати людей у різноманітних традиційних та сучасних контекстах.

## Регіональні українські організації

### Берген
1 жовтня 2016 року в норвезькому місті Берген було засновано Den Ukrainske Forening i Bergen og Hordaland, українську спілку, що об’єднала громаду навколо ідеї підтримки України та збереження української ідентичності за кордоном. До початку повномасштабного вторгнення Росії в Україну основними напрямками діяльності організації були допомога українським воїнам, поширення української культури серед норвежців і проведення культурних заходів для українців у Бергені.
Після лютого 2022 року спілка значно розширила свою діяльність, зокрема, додавши нові важливі напрямки. Основну увагу почали приділяти допомозі українським біженцям, організації демонстрацій на підтримку України, а також було створено українську інтеграційну школу для дітей. Крім того, в університеті Бергена з'явилася студентська організація Ukrainian Student Union in Bergen, яка об’єднує українських студентів, сприяє їхній адаптації та підтримує культурну діяльність.

### Ставангер
З весни 2015 року діє Українська спілка в Рогаланді, що об'єднує близько 200 осіб на півночі Норвегії. Робота зосереджена на підтриманні та розвитку мови і культури, проведенні волонтерської діяльності. До керівництва спілки входять 6 осіб, голова обрано Ганну Гречиху. 24 січня 2016 року цією організацією проведено в протестантських церквах Норвегії День української Біблії.

## Конфлікт з послом під час Революції Гідності
Під час Української Революції Гідності у 2013—2014 році представники української діаспори активно підтримали протестувальників на Майдані. Протягом подій зими 2013—2014 років українська діаспора в Норвегії неодноразово зверталася до посольства в Норвегії і особисто до посла Юрія Оніщенка, щоб той висловив свою позицію. На що Оніщенко всякий раз говорив, що він буде підтримувати Президента України Віктора Януковича, а коли майже півтори сотні українських дипломатів написали лист на підтримку української демократії, категорично заявив, що його підпису під цим листом не буде. В результаті земляцтво написало в український МЗС лист, де описало поведінку посла, і отримало на нього (з другого разу) відповідь, в якому МЗС запевняв у патріотичності Оніщенка.
Після втечі Януковича, посол став пропонувати українському земляцтву в Норвегії «допомогу і сприяння». Втім, після початку російської агресії в Криму російське посольство стало вести активну діяльність: проводилися прес-конференції, виступи в пресі. А українське посольство, за словами членів української громади, не робило нічого, щоб донести позицію України до громадськості Норвегії. Незважаючи на це у 2014 році Оніщенка було призначено першим помічником Президента України Петра Порошенка. Це обурило українську громадськість Норвегії, яка звернулася з відповідним листом до Порошенка, проте той ніяк не відреагував.

## Інформаційні та культурні потреби

### ЗМІ
Україномовні ЗМІ у королівстві Норвегія відсутні, що частково пов'язано з розтягнутістю країни. Зв'язок між членами української діаспори відбувається через інтернет, насамперед різні соціальні мережі, зокрема Facebook.

### Школи
Українська школа «КОБЗАР» в м. Осло
Важливою складовою діяльності Української громади в Норвегії є заснування української школи "Кобзар". Як і більшість діяспорянських шкіл, українська недільна школа «Кобзар» в м. Осло почалася з ідеї декількох українців-ентузіастів, що проживали на той момент в Норвегії, об'єднатися і створити для дітей можливість спілкуватися українською та знайомитися з рідними традиціями. Школа була заснована на благодійних засадах при ГО «Українська громада в Норвегії» у 2006 р. і тому є українською школою з найдавнішими традиціями на території Норвегії. З літа 2019 року школу очолює Тетяна Луцик.
Основними завданнями школи є створення оптимальних умов для:
•    вивчення української мови
•    ознайомлення з історією України, українським світоглядом, культурою, традиціями, а також із сучасними подіями в Україні
•    відчуття приналежності до української спільноти
•    гармонійного розвитку мультикультурної ідентичності дітей.
Насьогодні школа має дві групи дітей: дошкільна група (від 3 до 5 років) та шкільна група (від 6 до 12 років).  Заняття проводяться щосуботи, навчання безкоштовне, а вчителі працюють на волонтерських засадах.
З 2016 року школа "Кобзар" має власний канал на YouTube
Восени 2020 року діяла Українська школа "Кобзар" у м. Драммен, осередок школи "Кобзар" в Норвегії. На жаль, школа призупинила діяльність через протиепідемічні обмеження та низький рівень відвідування.
2016 року свою діяльність започаткувала українська школа в м. Ставангері (для дітей віком від 4 до 8 років, співорганізатор — Володимир Литвинов).
У 2016 році почала діяти Українська школа Еллісів в Осло. Це — перша українська школа в Норвегії, де учні отримують освіту за програмами Міністерства освіти України. Заклад заснувала ініціативна група батьків і вчителів. Очолює педагогічний колектив школи «Еллісів» — вчителька Ніна Хаген, лауреат Другого міжнародного конкурсу «Найкращий учитель української мови за кордоном». Школа названа на честь київської княжни, доньки Ярослава Мудрого Єлизавети Ярославни. «Еллісів» — це норвезький варіант імені Єлизавета. У закладі навчають дітей від 2,5 до 17 років.
Створено також гурток української мови при Пласті.

### Церкви
З 2010 року при Українській громаді в Осло сформувався релігійний осередок греко-католицької церкви, який очолює український священник о. І. Мажучак. З 21.11.2015 на додаток до щомісячної Служби Божої у храмі Св. Йосифа (м. Осло), отець Іван Мачужак розпочав богослужіння в Берґені, в місцевій греко-католицькій громаді.
Починаючи з 11 листопада 2017 служби проводить отець Мирон Куспись /Апостольський Екзархат Німеччини і Скандинавії/.
З літа 2019 року почав діяти "Літературний клуб". Клуб був створений на базі греко-католицького душпастирства в Норвегії. Релігійного спрямування зустрічі не несуть. Спраглі до спілкування українці не могли розійтися одразу після служби та знаходили затишне для бесід місце у парку чи бібліотеці. Другого подиху проект отримав у часи пандемії та переходу у формат онлайн. Це арена для проведення зустрічей, бесід на тему прочитаних творів, ознайомлення з українськими авторами та загалом для спілкування та обміну думок.